# Liste der österreichischen Meister im Radball
Die Liste der österreichischen Meister im Radball listet alle Sportler auf, die seit 1996 einen österreichischen Meistertitel im 2er-Radball (in der Halle) gewannen. Seit 1998 sind auch die Silber- und Bronzemedaillengewinner aufgelistet.
Rekordsieger in dieser Zeit ist Dietmar Schneider, welcher bisher 11 Titel gewann. Der mit Abstand erfolgreichste Verein ist der RC Höchst. Oft sind Vereine aus anderen Orten Vorarlbergs erfolgreich, mitunter auch Vereine aus dem Zentralraum Wien/Niederösterreich.
Vor Jahrzehnten wurde Radball zumindest auch in Graz (Steiermark) und Wels (Oberösterreich) gespielt. Der Versuch 2014 Radball in Deutschlandsberg (Stmk.) zu etablieren wurde nach wenigen Jahren aufgegeben.

## Sieger
| Verein | Gold | Spieler |

| Verein | Silber | Spieler |

| Verein | Bronze | Spieler |